# Kazimierz Funk
Pour les articles homonymes, voir Funk (homonymie).
Kazimierz Funk (/kaˈʑimjɛʂ ˈfuŋk/), né le 23 février 1884 à Varsovie (Pologne, à l’époque sous l'occupation de l'Empire russe) et mort le 19 novembre 1967 à Albany (État de New York), est un biochimiste polonais, considéré comme le premier chercheur ayant isolé et formulé la vitamine B1, en 1912. C'est également à lui que l'on doit le terme « vitamine ».

## Travaux
Après avoir lu un article du Néerlandais Christiaan Eijkman qui indiquait que les personnes qui mangeaient du riz brun étaient moins vulnérables au béribéri que celles qui ne mangeaient que du riz entièrement décortiqué, Kazimierz Funk réussit à isoler la substance responsable. Parce que cette substance contenait un groupe amine, il l'a appelée « vitamine » (pour « amine nécessaire à la vie »). La substance en question devait plus tard être connue sous le nom de vitamine B3 (niacine), alors qu'il pensait qu'il s'agissait de thiamine (vitamine B1). Il décrit alors la vitamine découverte comme un « facteur anti-béribéri ». En 1911, il publie son premier article en anglais sur la dihydroxyphénylalanine. Kazimierz Funk était alors sûr qu'il existait plus d'une substance analogue à la vitamine B1 et, dans son article de 1912 pour le Journal of State Medicine, il propose l'existence d'au moins quatre vitamines : une prévenant le béribéri (« antibéribéri ») ; une prévenant le scorbut (« antiscorbutique ») ; une prévenant le pellagre (« antipellagrique ») ; et une prévenant le rachitisme (« antirachitique »). De là, Kazimierz Funk a publié un livre, The Vitamines, en 1912, et plus tard dans cette année a reçu une bourse Beit pour poursuivre ses recherches. En 1911, il a créé à Paris l'Institut de la Vitamine, sans succès[réf. nécessaire].
Kazimierz Funk proposait l'hypothèse selon laquelle d'autres maladies, telles que le rachitisme, la pellagre, la maladie cœliaque et le scorbut puissent être également guéries grâce à la prise de vitamines.
Kazimierz Funk est un des premiers chercheurs à s'être intéressé à la pellagre. Il a notamment suggéré qu'un changement des méthodes de mouture du maïs était responsable de l'éclosion de pellagre, mais aucune attention n'a été accordée à son article sur ce sujet.
Le « e » à la fin de « vitamine » a été retiré dans la langue anglaise plus tard, quand on a découvert que les vitamines ne contiennent pas que des amines avec de l'azote.
Kazimierz Funk a postulé l'existence d'autres nutriments essentiels, connus sous le nom de vitamines B1, B2, C et D.
En 1936, il a déterminé la structure moléculaire de la thiamine, bien qu'il ne fût pas le premier à l'isoler.
Kazimierz Funk a également mené des recherches sur les hormones, le diabète, les ulcères gastro-duodénaux et la biochimie du cancer.
Après son retour aux États-Unis, il devient en 1940 président de la Funk Foundation for Medical Research. Il a passé ses dernières années à étudier les causes des néoplasmes (« cancers »).
Umetarō Suzuki avait réussi en 1910 à extraire un complexe hydrosoluble de micronutriments du son de riz et l'avait appelé « acide abérique », mais la traduction allemande, contrairement à l'original japonais, n'avait pas noté qu'il s'agissait d'un nutriment nouvellement découvert[réf. souhaitée].